# Salmchâteau
Salmchâteau is een dorp in de gemeente Vielsalm in de Belgische provincie Luxemburg. Het dorp ligt ongeveer een kilometer ten zuiden van Vielsalm. Door Salmchâteau stroomt de rivier de Salm, waar hier de Golnay en de Rougerie in uitmonden.

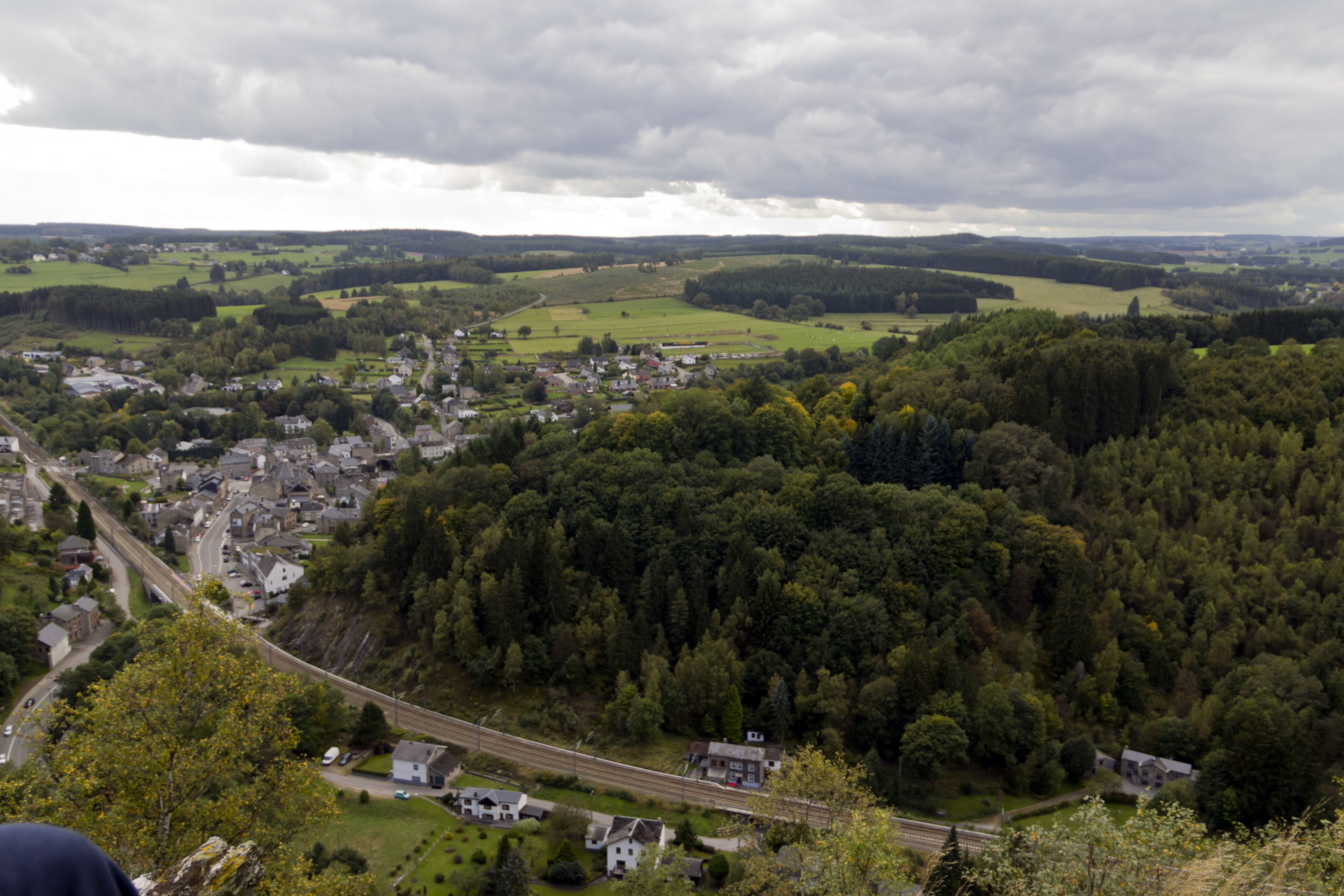
Zicht op Salmchâteau

## Geschiedenis
Het dorp groeide nabij het kasteel van de Graven van Salm, dat hier werd opgetrokken in de 14de eeuw ter vervanging van hun eerste kasteel in Vielsalm ("Viel Salm" of "Oud Salm"). Het kasteel werd de volgende eeuwen meermaals vernield en verviel tot ruïnes.
Op de Ferrariskaart uit de jaren 1770 is hier een dorp Salm Chateau weergegeven, gelegen in het Hertogdom Luxemburg, maar tegen de grens met het Principauté de Stavelo (Abdijvorstendom Stavelot-Malmedy). Die grens werd hier gevormd door een stuk van de Salm en de Golnay. De kaart toont ook nog het kasteel, en toont aan de voet een gehucht Bas Chateau.
Op het eind van het ancien régime, toen tijdens de Franse bezetting op het eind van de 19de eeuw de gemeenten werden gecreëerd, werd Salmchâteau ondergebracht in de gemeente Vielsalm. De vroegere grens tussen Luxemburg en het prinsdom Stavelot werd de gemeentegrens tussen Vielsalm en buurgemeente Lierneux. Het dorp groeide verder uit, ook aan de overkant van de Salm en de Golnay, over de gemeentegrens met Lierneux.
Bij de gemeentelijke fusies van 1977 werd een stuk grondgebied van buurgemeente Lierneux ten zuidwesten van Salmchâteau overgeheveld naar de gemeente Vielsalm. De huizen ten zuidwesten van Salmchâteau die tot dan steeds in een andere gemeente en provincie hadden gelegen, kwamen zo voortaan administratief samen met Salmchâteau in de gemeente Vielsalm te liggen.

## Bezienswaardigheden
- De Église Saint-Gervais
- Aan de noordkant van het dorp lag vroeger het Château des Comtes de Salm.

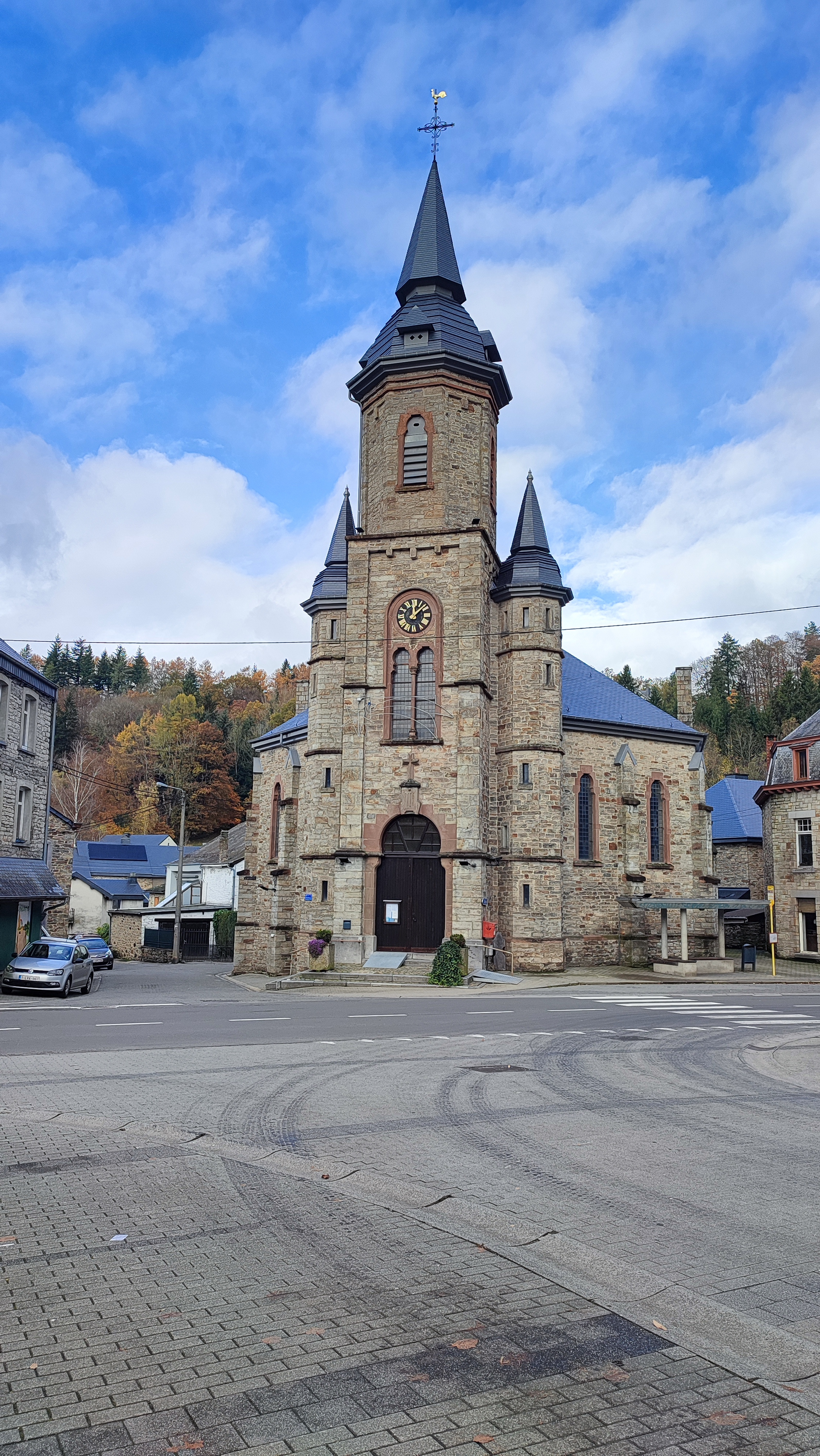
Église Saint-Servais
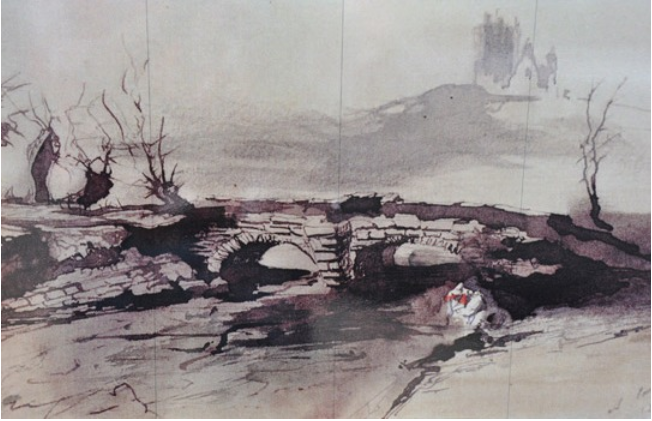
Madeleinebrug afgebeeld door Victor Hugo, die het dorp in 1862 bezocht.

## Verkeer en vervoer
Door Salmchâut lopen de gewestwegen:
- De N68 van Aken via Malmedy, Trois-Ponts, Vielsalm en Salmchâteau naar de grens met Luxemburg.
- De N89 van Bouillon via La Roche-en-Ardenne naar eindpunt Salmchâteau.

In de plaats lag het spoorwegstation Salmchateau.